# Eucithara unilineata
Eucithara unilineata é uma espécie de gastrópode do gênero Eucithara, pertencente à família Mangeliidae.